# Aleksandrs Semjonovs
Aleksandrs Semjonovs (* 8. Juni 1972 in Riga) ist ein ehemaliger lettischer Eishockeyspieler und jetziger -trainer sowie -funktionär.

## Karriere
Aleksandrs Semjonovs begann seine Karriere als Eishockeyspieler in seiner Heimatstadt in der Nachwuchsabteilung von Pardaugava Riga, für dessen Profimannschaft er zunächst in der Saison 1991/92 in der Wysschaja Liga, der höchsten sowjetischen Spielklasse, sowie anschließend drei Jahre lang in deren Nachfolgewettbewerb, der Internationalen Hockey-Liga aktiv war. Die Saison 1995/96 verbrachte der Center bei Hermes Kokkola in der I-divisioona, der zweiten finnischen Spielklasse. Anschließend spielte er zwei Jahre lang für den Vojens IK in der dänischen AL-Bank Ligaen, ehe er je ein Jahr lang für den IF Björklöven aus der schwedischen Elitserien und den Heilbronner EC aus der 2. Bundesliga spielte. Zur Saison 2000/01 kehrte er zum IF Björklöven in die Elitserien zurück, musste mit seiner Mannschaft jedoch den Abstieg in die zweitklassige HockeyAllsvenskan hinnehmen. Mitte der Saison 2001/02 wechselte er innerhalb der zweiten schwedischen Spielklasse zum IFK Arboga IK, für den er in den folgenden vier Jahren auf dem Eis stand. In der Saison 2003/04 bestritt er zudem zwei Spiele für den Elitserien-Teilnehmer Leksands IF. Die Saison 2005/06 beendete er bei den Malmö Redhawks in der HockeyAllsvenskan. 
Die Saison 2006/07 begann Semjonovs bei Herning Blue Fox in der AL-Bank Ligaen, verließ das Team jedoch bereits nach sechs Spielen, um zum HK Traktor Tscheljabinsk aus der russischen Superliga zu Spielen. Für den HK Traktor erzielte er in 25 Spielen ein Tor und vier Vorlagen. Die Saison 2007/08 verbrachte der Lette erneut in Dänemark, diesmal bei AaB Ishockey. Daraufhin spielte er drei Jahre lang für seinen Ex-Klub IFK Arboga IK in der Division 1, der dritten schwedischen Spielklasse, ehe er seine aktive Karriere beendete. Seit 2010 ist er als General Manager für die Mannschaft tätig, seit der Saison 2011 parallel als Trainer der U18-Junioren des Vereins.  

### International
Für Lettland nahm Semjonovs an den B-Weltmeisterschaften 1994, 1995 und 1996 sowie den A-Weltmeisterschaften 1997, 1998, 1999, 2000, 2001, 2002, 2003, 2004, 2005, 2006 und 2007 teil. Zudem stand er im Aufgebot seines Landes bei den Olympischen Winterspielen 2002 in Salt Lake City und 2006 in Turin.

## Erfolge und Auszeichnungen
- 1996 Aufstieg in die A-Weltmeisterschaft bei der B-Weltmeisterschaft
- 2006 Aufstieg in die Elitserien mit den Malmö Redhawks